# 22. октобар
22. октобар (22.10.) је 295. дан у години по грегоријанском календару (296. у преступној години). До краја године има још 70 дана.

## Догађаји
- 1721 — После успешно окончаног рата са Шведском, Русија је постала нова сила на Балтику, а Петар Велики проглашен за цара целе Русије.
- 1773 — Краљ Тонга поклонио енглеском истраживачу Џејмсу Куку горостасну корњачу, која је у Лондону живела до 1966.
- 1797 — Француз Андре-Жак Гарнерен први употребио падобран, скочивши из балона над Паризом са висине од 680 метара.
- 1844 — Велико разочарање у САД, где је више хиљада верника очекивало други долазак Исуса Христа.
- 1873 — Да би онемогућио Французе да се удруже с немачким непријатељима, немачки цар Вилхелм I Хоенцолерн, на иницијативу канцелара Бизмарка, придружио се савезу Русије и Аустроугарске.
- 1894 — Михаило Петровић Алас, постао професор математике на Великој школи.
- 1895 — Воз је искочио из шина на железничкој станици Монпарнас у Паризу.
- 1944 — 
  - Војвођанске бригаде заједно са јединицом Црвене армије у Другом светском рату ослободиле Оџаке.
  - Дан ослобођења Земуна у Другом светском рату.
- 1947 — Почео је рат Индије и Пакистана око Кашмира пошто је кашмирски махараџа Хари Синг одбио да се прикључи једној од две земље када је подељен индијски потконтинент. Рат почетком 1949. окончан посредством Уједињених нација, а Кашмир остао подељен.
- 1964 — Француски књижевник Жан Пол Сартр одбио Нобелову награду за књижевност.
- 1987 — Примерак ретке едиције Гутенбергове библије продат у аукцијској кући „Кристи“ у Њујорку за рекордних 5,39 милиона долара.
- 1991 — Председништво Југославије непотпуном саставу, чинили га Србија, Војводина, Косово и Црна Гора, одбацило предлог Европске заједнице да југословенска федерација буде реконституисана у асоцијацију суверених држава. Одлука допринела продубљавању југословенске кризе и дефинитивном распаду земље.
- 1992 — На путу Прибој-Рудо из аутобуса киднаповано 16 муслимана, становника села Сјеверин на граници Србије и Босне, а потом убијено у Вишеграду. Отмицу и убиство извршили Милан Лукић, Оливер Крсмановић и Драгутин Драгићевић и Ђорђе Шевић, припадници Вишеградске бригаде Војске Републике Српске, који су готово 11 година после отмице осуђени на вишегодишње казне затвора.
- 2000 — Посмртни остаци једног од највећих српских песника Јована Дучића пренети, 57 година по његовој смрти, из америчког места Либертивил и сахрањени у родном граду Требињу у Републици Српској. Сахрани присуствовао и председник Југославије Војислав Коштуница, који је потом посетио Сарајево, што је била прва посета председника Југославије некој од бивших југословенских република.
- 2009 — Мајкрософт званично пустио у продају оперативни систем Windows 7.
- 2021 — Најмање 16 људи је погинуло, а 9 се води као нестало у пожару који је избио у фабрици за производњу барута у руском региону Рјазањ.
- 2022 — Лидер странке Браћа Италије Ђорђа Мелони положила је заклетву као нова премијерка Италије. Ђорђа Мелони је постала уједно и прва жена која је постала премијер Италије.

## Рођења
- 1071 — Вилијам IX од Аквитаније, један од вођа Крсташког рата 1101. године. (прем. 1126)[1]
- 1592 — Густав Хорн, шведски војсковођа. (прем. 1657)
- 1689 — Жоао V Португалски, краљ Португалије. (прем. 1750)
- 1811 — Франц Лист, мађарски композитор. (прем. 1886)
- 1844 — Сара Бернар, француска глумица. (прем. 1923)
- 1847 — Јакоб де ла Рај, бурски генерал. (прем. 1914)
- 1870 — Иван Алексејевич Буњин, руски писац и аутор, добитник Нобелове награде за књижевност. (прем. 1953)
- 1881 — Клинтон Дејвисон, амерички физичар. (прем. 1958)
- 1887 — Џон Рид, амерички новинар, песник и социјалистички активиста. (прем. 1920)
- 1893 — Ернст Епик, естонски астроном и астрофизичар. (прем. 1985)
- 1896 — Чарлс Глен Кинг, амерички биохемичар. (прем. 1988)
- 1913 — Бао Дај, вијетнамски цар. (прем. 1997)
- 1915 — Јицак Шамир, израелски политичар. (прем. 2012)[2]
- 1917 — Џоун Фонтејн, британско-америчка глумица. (прем. 2013)
- 1919 — Дорис Лесинг, британска књижевница, добитница Нобелове награде за књижевност. (прем. 2013)[3]
- 1920 — Тимоти Лири, амерички писац и дизајнер софтвера. (прем. 1996)
- 1922 — Радован Самарџић, српски историчар. (прем. 1994)
- 1925 — Роберт Раушенберг, амерички уметник. (прем. 2008)
- 1927 — Љубомир Радичевић, српски редитељ и сценариста. (прем. 2020)
- 1929 — Лав Јашин, совјетски фудбалски голман. (прем. 1990)
- 1936 — Јован Павловић, митрополит загребачко-љубљански. (прем. 2014)
- 1937 — Манос Лоизос, грчки композитор. (прем. 1982)
- 1938 — Кристофер Лојд, амерички глумац.
- 1938 — Дерек Џејкоби, енглески глумац и редитељ.
- 1939 — Жоаким Чисано, мозамбички политичар.
- 1943 — Катрин Денев, француска глумица, певачица, модел и продуценткиња.
- 1949 — Арсен Венгер, француски фудбалер и фудбалски тренер.
- 1950 — Доналд Рамотар, гвајански политичар.
- 1952 — Џеф Голдблум, амерички глумац и музичар.
- 1964 — Дражен Петровић, хрватски кошаркаш. (прем. 1993)
- 1966 — Валерија Голино, италијанска глумица и редитељка.
- 1969 — Спајк Џоунз, амерички глумац, сценариста, продуцент и редитељ.
- 1971 — Корнел Давид, мађарски кошаркаш.
- 1971 — Томислав Ерцег, хрватски фудбалер.
- 1971 — Аманда Куцер, јужноафричка тенисерка.
- 1972 — Сафрон Бароуз, енглеско-америчка глумица и модел.
- 1973 — Андрес Палоп, шпански фудбалски голман и фудбалски тренер.
- 1975 — Иван Ивановић, српски ТВ водитељ.
- 1975 — Мичел Салгадо, шпански фудбалер.
- 1976 — Бред Стивенс, амерички кошаркашки тренер.
- 1979 — Ненад Стојановић, српски фудбалер.
- 1984 — Алекс Марић, аустралијски кошаркаш српског порекла.
- 1987 — Микел Хансен, дански рукометаш.
- 1989 — Вили Ворен, амерички кошаркаш.
- 1990 — Тина Блејд, хрватска порнографска глумица.

## Смрти
- 741 — Карло Мартел, франачки владар. (рођ. 686)
- 1383 — Фернандо I Португалски, краљ Португалије. (рођ. 1345)
- 1906 — Пол Сезан, француски сликар. (рођ. 1839)
- 1927 — Борисав Станковић, српски писац. (рођ. 1876)
- 1967 — Боривоје Ж. Милојевић, географ, професор Београдског универзитета и академик САНУ. (рођ. 1885)
- 1973 — Пабло Касалс, шпански виолончелиста каталонског порекла. (рођ. 1876)
- 1982 — Ричард Хуго, амерички песник и књижевник. (рођ. 1923)
- 1986 — Алберт Сент Ђерђи, мађарски физиолог и добитник Нобелове награде за физиологију или медицину. (рођ. 1893)
- 2002 — Ричард Хелмс, директор ЦИА и амбасадор САД у Ирану. (рођ. 1913)

## Празници и дани сећања
- 1883 — У Њујорку извођењем опере „Фауст“ француског композитора Шарла Гуноа отворена оперска кућа „Метрополитен“.
- 1887 — Уреду за патенте у Њујорку Никола Тесла пријавио шест изума, међу којима и вишефазну наизменичну струју. Изуме 1888. откупила фирма „Вестингхаус“ и њихову примену приказала на светској изложби у Чикагу 1893.
- 1912 — Трећа српска армија генерала Божидара Јанковића потукла у Првом балканском рату турске снаге и ослободила Приштину.
- Међународни дан свести о муцању
- Српска православна црква данас прославља
  - Свети апостол Јаков
  - Свети Стефан Српски (Слепи)